# Cicindela sexguttata
Cicindela sexguttata este o specie de insecte coleoptere, descrisă de Fabricius în anul 1775. Cicindela sexguttata face parte din genul Cicindela, familia Carabidae. Această specie nu are alte subspecii cunoscute.

## Galerie

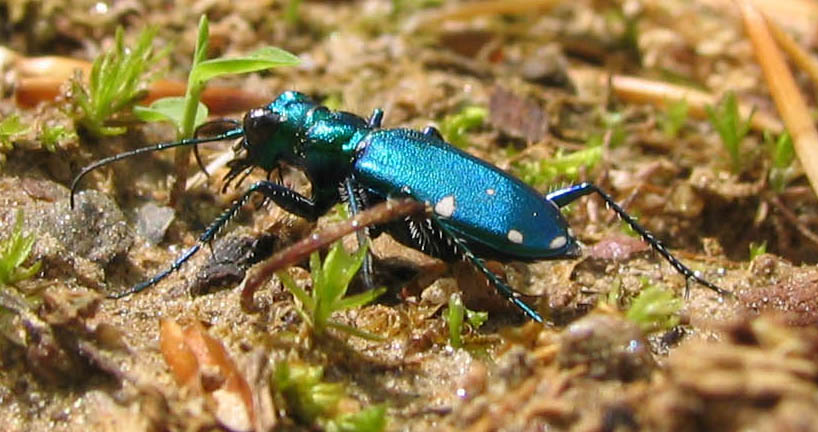
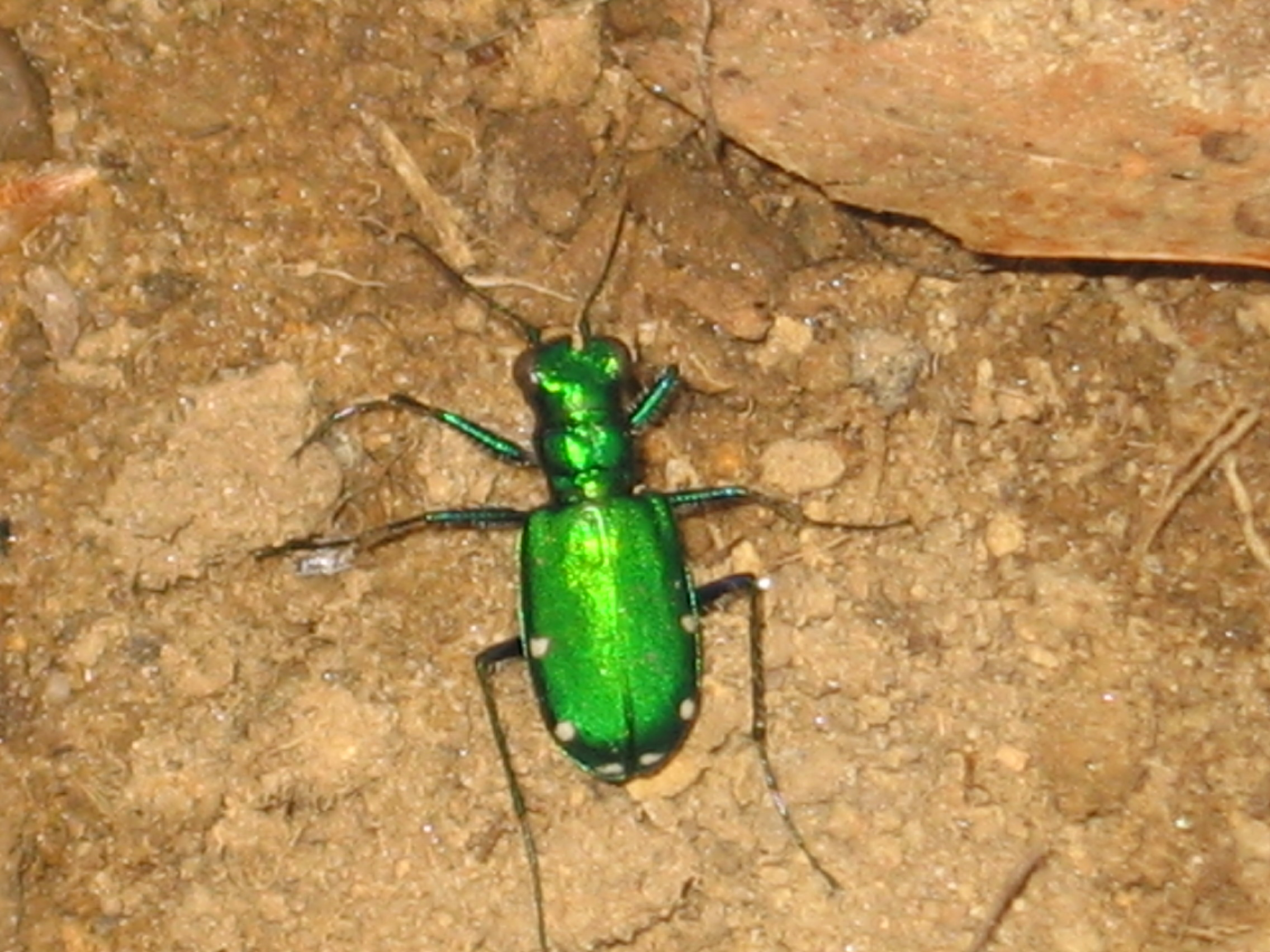
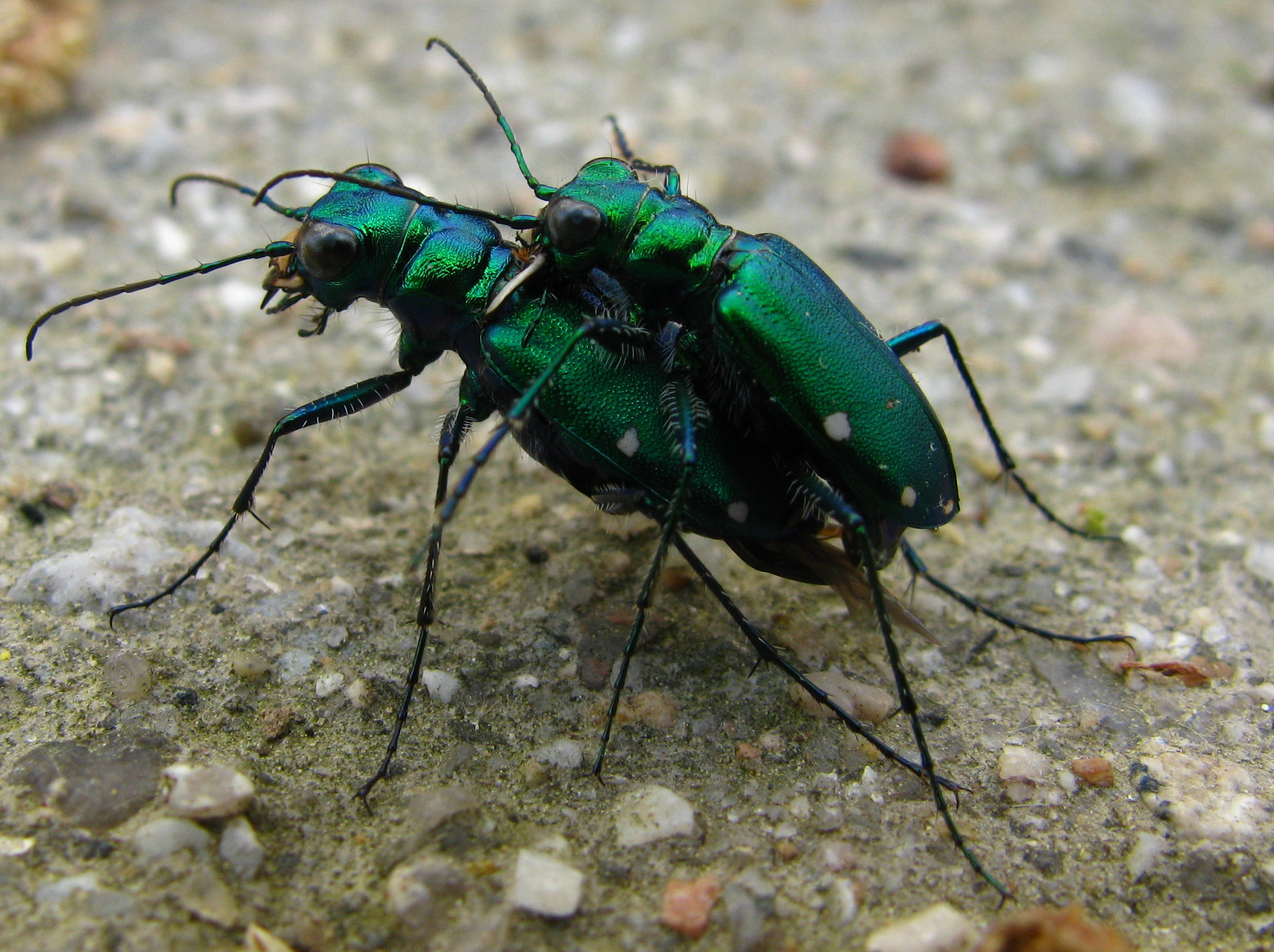
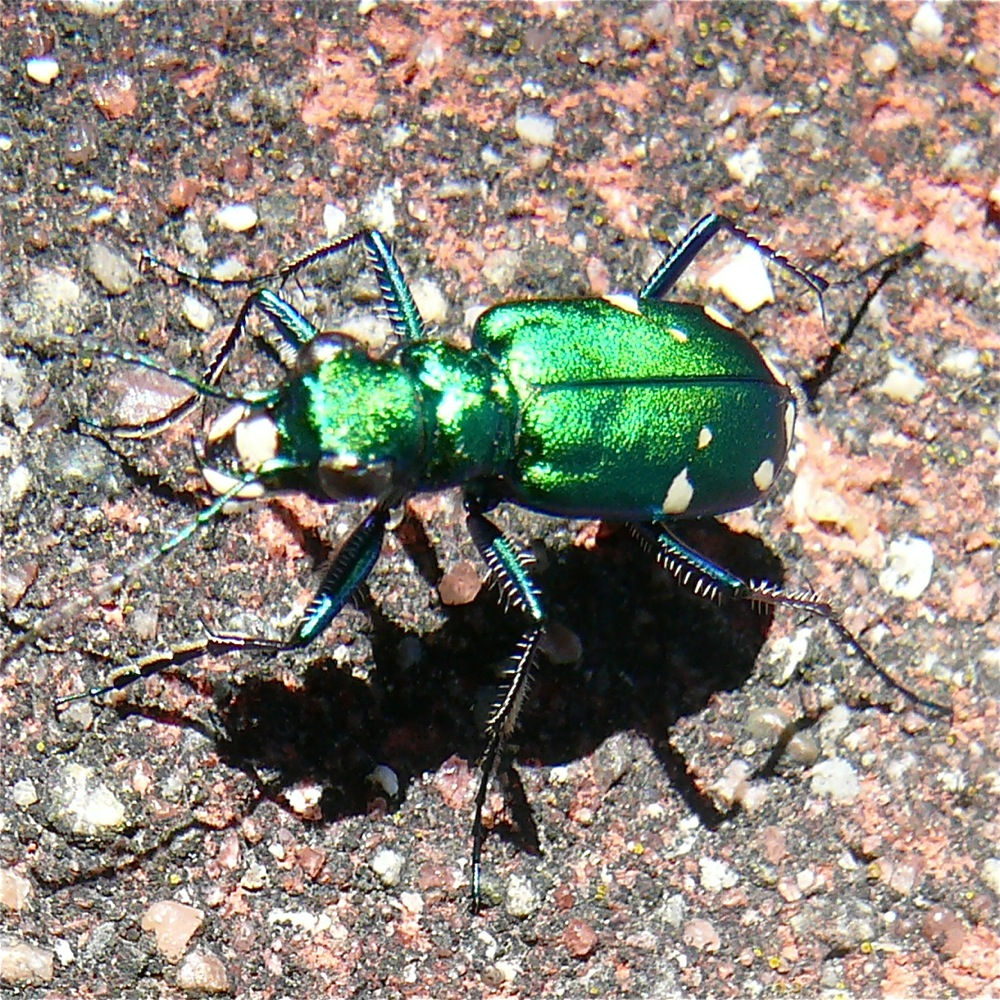
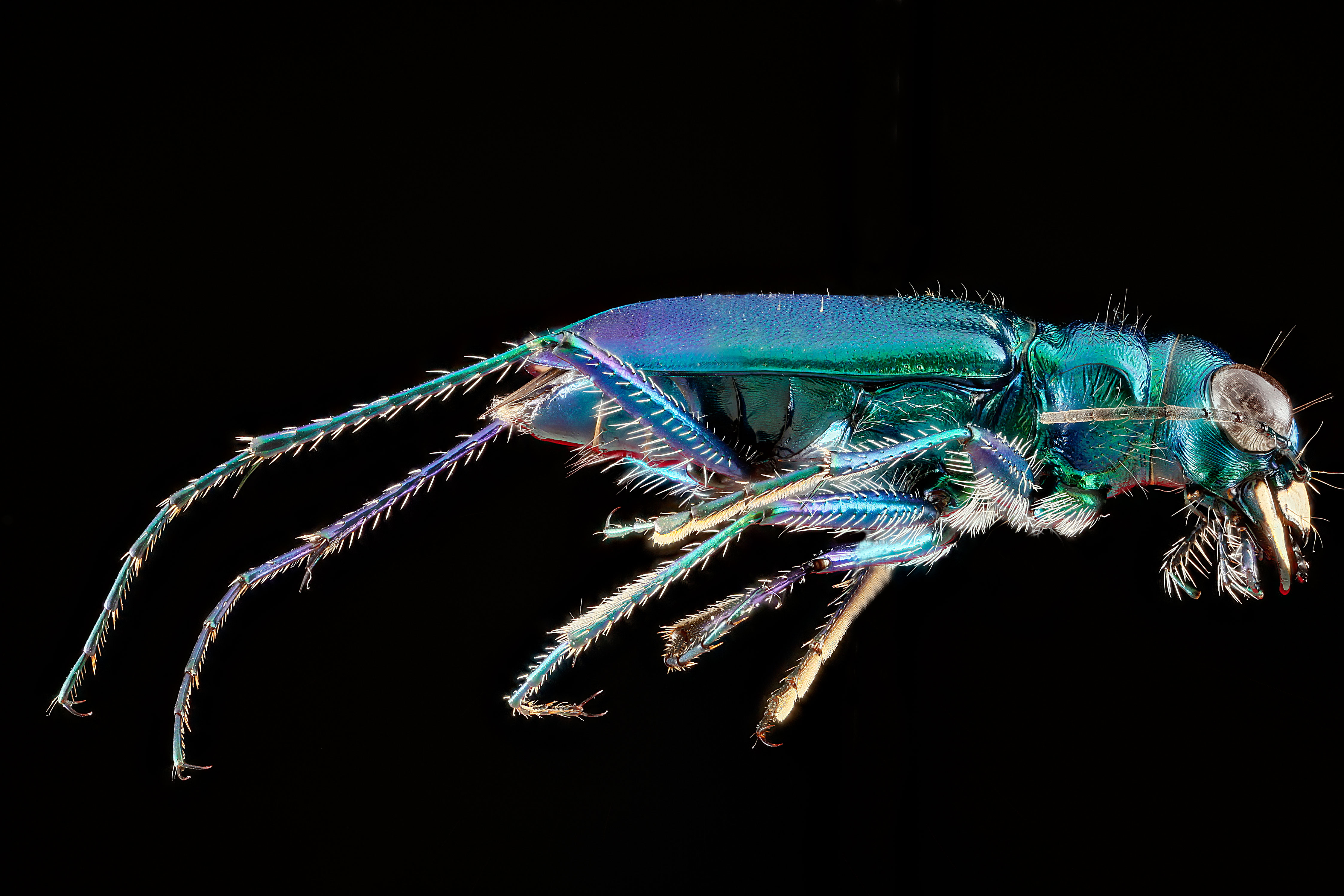
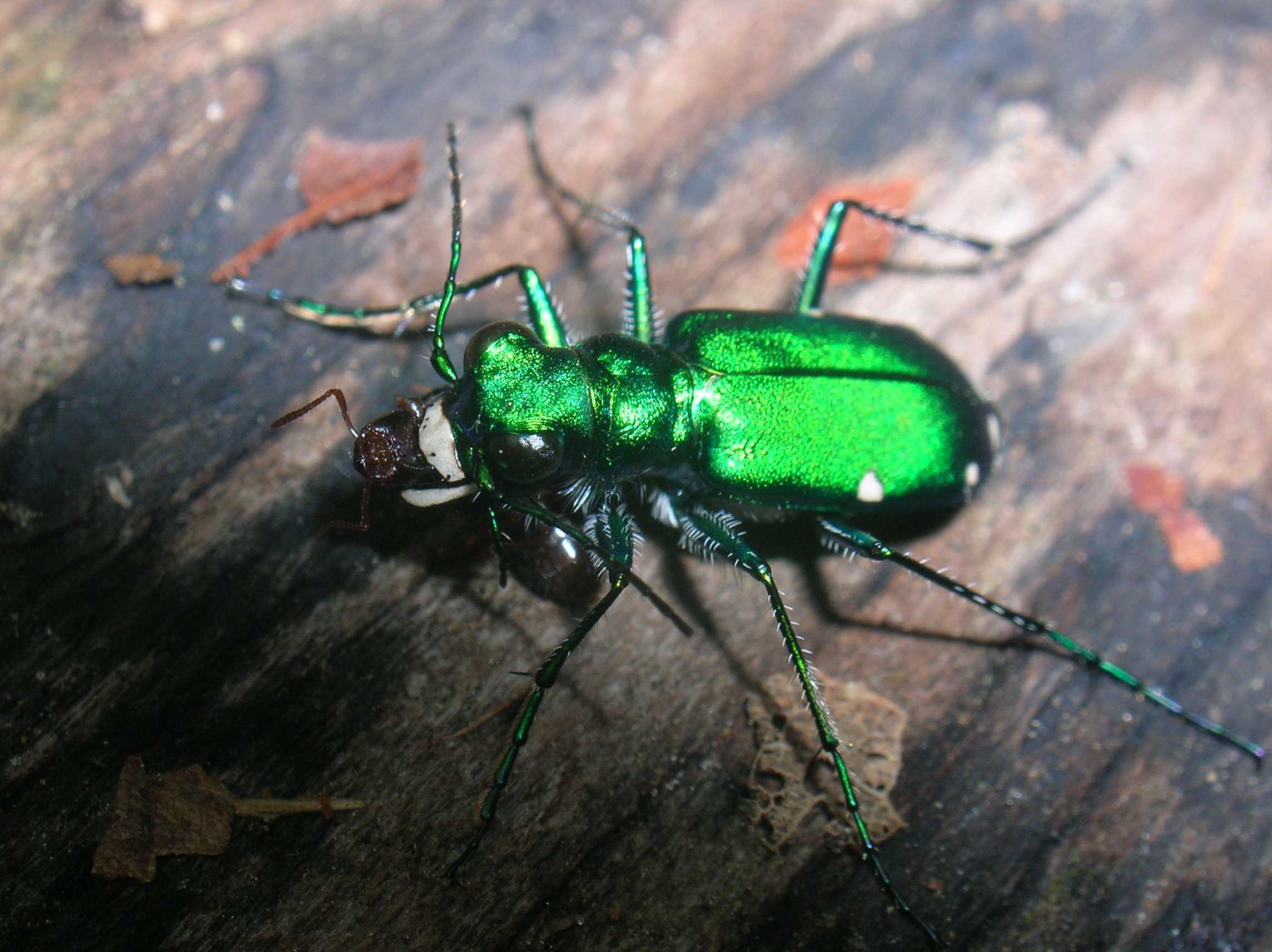